# Парламентские выборы в Лихтенштейне (1928)

Парламентские выборы в Лихтенштейне проходили 15 июля 1928 года. В результате победу одержала оппозиционная Прогрессивная гражданская партия, получившая 11 из 15 мест Ландтага.

## Результаты
| Партия                              | Партия                                 | Голосов | %    | Мест | +/– |
| ----------------------------------- | -------------------------------------- | ------- | ---- | ---- | --- |
|                                     | Прогрессивная гражданская партия       |         |      | 11   | +5  |
|                                     | Христианско-социальная народная партия |         |      | 4    | –5  |
| Всего                               | Всего                                  | 2 101   | 100  | 15   | 0   |
| Зарегистрированных избирателей/Явка | Зарегистрированных избирателей/Явка    | 2 257   | 93,1 | –    | –   |
| Источник: Nohlen & Stöver           |                                        |         |      |      |     |